# Jagged Little Pill Acoustic
«Jagged Little Pill Acoustic» — альбом канадської співачки Аланіс Моріссетт, який містить акустичні версії композицій її студійного альбому «Jagged Little Pill». Реліз відбувся 13 червня 2005 року.

## Список композицій
Автор слів Аланіс Моріссетт, автор музики Аланіс Моріссетт та Glen Ballard. 
| #   | Назва                                   | Тривалість |
| --- | --------------------------------------- | ---------- |
| 1.  | «All I Really Want»                     | 5:24       |
| 2.  | «You Oughta Know»                       | 4:58       |
| 3.  | «Perfect»                               | 3:26       |
| 4.  | «Hand in My Pocket»                     | 4:32       |
| 5.  | «Right Through You»                     | 3:40       |
| 6.  | «Forgiven»                              | 4:43       |
| 7.  | «You Learn»                             | 4:10       |
| 8.  | «Head over Feet»                        | 4:17       |
| 9.  | «Mary Jane»                             | 5:08       |
| 10. | «Ironic»                                | 3:57       |
| 11. | «Not the Doctor»                        | 4:26       |
| 12. | «Wake Up" / "Your House» (hidden track) | 9:56       |

## Чарти
Тижневі чарти
| Чарт (2005)                                | Позиція |
| ------------------------------------------ | ------- |
| Австралія (ARIA)                           | 21      |
| Австрія (Ö3 Austria Top 40)                | 9       |
| Бельгія (Фландрія) (Ultratop)              | 19      |
| Бельгія (Валлонія) (Ultratop)              | 6       |
| Канада (Canadian Albums Chart) (Billboard) | 19      |
| Нідерланди (MegaCharts)                    | 16      |
| Франція (SNEP)                             | 8       |
| Німеччина (GfK Entertainment Charts)       | 15      |
| Ірландія (IRMA)                            | 11      |
| Ізраїль (FIMI)                             | 15      |
| Італія (FIMI)                              | 38      |
| Шотландія (Official Charts Company)        | 67      |
| Іспанія (PROMUSICAE)                       | 42      |
| Швейцарія (Schweizer Hitparade)            | 5       |
| Велика Британія (Official Charts Company)  | 12      |
| США (Billboard 200)                        | 50      |
| США (Comprehensive Charts) (Billboard)     | 17      |

## Сертифікація та продажі
| Країна                | Сертифікат (таблиця продажів та сертифікатів) | Продажі  |
| --------------------- | --------------------------------------------- | -------- |
| Велика Британія (BPI) | Золото                                        | +100,000 |